# 287 (عدد)
287 هو عدد صحيح طبيعي بين 286 و288

## في الرياضيات

### خصائص
- 287 عدد فردي
- 287 عدد ناقص
- 287 عدد مضلعي (مخمسي-...)